# Denti di Gavala
I Denti di Gavala sono un gruppo di rilievi situato in Alta Valsesia, diviso tra i comuni di Scopa, Balmuccia e Vocca.

## Geografia

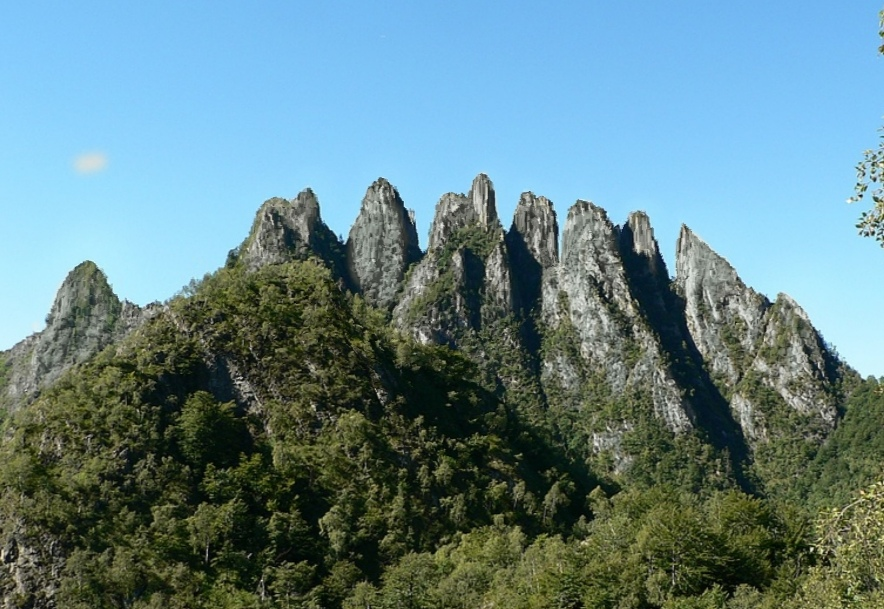
I denti dalla Valmala

Sono caratterizzati da guglie rocciose disposte ad anfiteatro che si distaccano da una base meno ripida e boschiva. Le guglie principali che formano questo massiccio sono 10:
- Cima Saletto o Pizzo.  1414 m.

- Dente Grosso o Turlo. 1458 m.

- Mognetta Grossa. 1473 m.

- Oriello Arioso. 1475 m.

- Mognetta Storta. 1573 m.

- Dente Centrale. 1676 m.

- Ometto o Dito di Dio. 1671 m.

- Pozzo. 1667 m.

- Pizzo Piccolo. 1660 m.

- Reinauda. 1619 m.

Esistono altre vette minori o più distaccate, come la Punta di Sella Boera, 1667 m, o la Finestra, 1160 m, che possono essere considerate parte del massiccio. I Denti di Gavala sono collegati attraverso la Sella Boera e una cresta dentellata ai denti di Valmala e al Castello di Gavala. Intorno al massiccio scendono due valloni i cui corsi d'acqua si uniscono al Sesia: la Valmala, più lunga e dolce; il Vallone di Gavala, molto complesso e scosceso. Il luogo migliore per ammirane la complessità è il comune di Balmuccia, dove si nota una terza valle che potrebbe essere considerata un lungo canalone; qui scorre il Croso del Riale, è quasi sempre secco, ma con piogge abbondanti dà vita a due cascate alte entrambe circa 100 m.

## Formazione geologica
Questo gruppo si trova molto vicino alla Linea insubrica, nel punto in cui un tempo esisteva il Supervulcano Valsesiano e ne sono visibili le rocce caratteristiche alla base lungo il fiume Sesia. Le guglie sono invece composte da rocce metamorfiche come lo Gneiss, che troviamo un po' dappertutto in Valsesia.

## Ascensioni e escursionismo

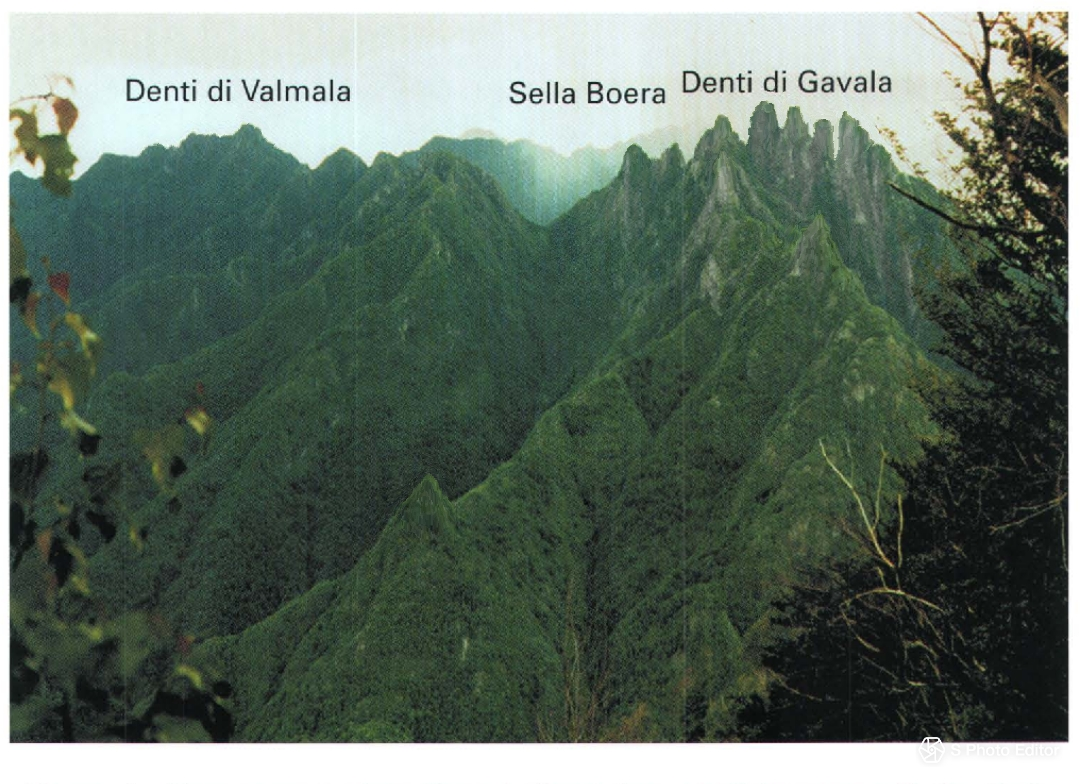
Foto d'epoca con Denti di Gavala e Denti di Valmala

È possibile effettuare le ascensioni di tutte le guglie, sempre di difficoltà alpinistiche, anche se trovando le tracce dei sentieri la Reinauda potrebbe essere considerata EE. Non essendo una zona molto conosciuta i pochi sentieri nei dintorni sono ormai infestati da vegetazione e comunque non segnalati, quindi bisogna avere un ottimo senso di orientamento.
In ogni caso i sentieri più importanti sono tre: il primo si imbocca da Isola, non è segnalato ma è ben percorribile, passando per diversi alpeggi termina in località Cengi, 1047 m, sotto la guglia del Pizzo. Il secondo è molto breve e da Otra di Balmuccia conduce fino a Pra di Prello, 885 m, sotto la Reinauda. In passato era ben presente e segnalato il terzo sentiero, che conduceva all'alpe Sella Boera, 1498 m; oggi è quasi irriconoscibile, da questa Alpe Comunque è molto più comodo effettuare le ascensioni alle vette appena sovrastanti.

## Vie alpinistiche

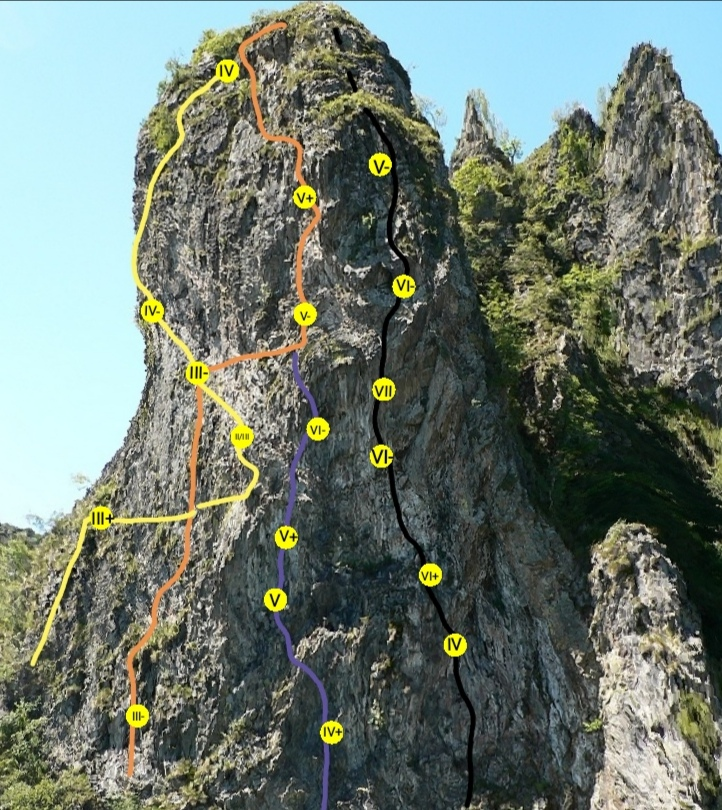
Vie di arrampicata sulla parete della Mognetta Storta

### Vie Normali
- Alla Reinauda - si seguono tracce di sentieri in parte attrezzati fino all'anticima, si scende al colletto e si affrontano i passaggi finali più difficili ma soprattutto esposti (I o II massimo) e si arriva in vetta.
- Alla Cima Scaletto o Pizzo - per tracce di sentiero si arriva al Passo dello Scaletto, un tempo protetto da funi e scalette metalliche, oggi è rimasta una corda poco sicura, con passaggi di II grado si guadagna la vetta.
- Al Dente Grosso o Turlo - è consigliabile passare per il Pizzo, poiché la sola salita a questa vetta comporterebbe difficoltà maggiori. Dal Pizzo si scende fino alla Sella o Spianata a 1365, da qui per facili roccette si sbuca in cima.
- Alla Mognetta Grossa - dall'alpe I Cengi si traversa leggermente fino a una sella su cui è presente un faggio ultrasecolare, da qui si affronta uno sperone e poi la cresta che conduce in vetta, II grado.
- All'Oriello Arioso - sempre dall'alpe I Cengi si traversa e per diverse cenge e canalini umidi si arriva sulla sommità.
- Al Pizzo Piccolo - dalla Sella Boera si effettua un mezzacosta un po' esposto e si raggiunge una selletta, da cui si sale ripidamente tra rocce e bassa vegetazione, faticosamente si guadagna la cima, II massimo III grado.
- Al Pozzo - dalla stessa selletta si sale dalla parte opposta su erba scivolosa, si sbuca in cima dopo essersi addentrati in alti rododendri, I e II grado.
- Al Dente Centrale - dalla Sella Boera si segue la cresta principale che conduce al corpo principale dei Denti di Gavala, si aggira una parete verticale e si prende un canale che diviene camino, la roccia è molto umida. dopo 150 m si arriva in vetta. III grado
- All'Ometto o Dito di Dio - si segue lo stesso canale del Dente Centrale, ma a metà si prende una bella cengia esposta e poi si attacca una placca che conduce al colle del Dito, da qui lo si guadagna con 15 m di arrampicata su bella roccia.
- Alla Mognetta Storta - è la cima più difficile da raggiungere, da diversi punti si può salire al colle sotto la sua parete strapiombante, si aggira la parete e si imbocca un lungo canale umido che porta sulla cresta, che è aerea, lunga 50 m circa, dopo averla percorsa si arriva in vetta. III con alcuni passaggi di IV grado.

### Altre vie
Sulle guglie più caratteristiche sono state aperte diverse vie di arrampicata sportiva, in particolare sulla Mognetta Storta, che possiede una parete strapiombante di 200 m, sulla parte con la roccia più solida e più bella, Corrono vie anche di VI o VII grado. È possibile effettuare la traversata di tutte le Cime del massiccio attraverso la cresta principale che le collega in 10/12 h circa.